# Grammisgalan 2014
Grammisgalan 2014 hölls på Cirkus i Stockholm den 19 februari 2014, och gällde 2013 års prestationer.
Programledare för galan var Gina Dirawi och brittiske Ray Cokes, tidigare programledare på MTV. Galan sändes i SVT1.

## Priser
- Årets artist: Avicii
- Årets album: Jenny Wilson – Demand the Impossible
- Årets låt: Håkan Hellström – Det kommer aldrig va över för mig
- Årets pop: Veronica Maggio – Handen i fickan fast jag bryr mig
- Årets rock: Håkan Hellström
- Årets nykomling: Linda Pira
- Årets kompositör: Salem Al Fakir, Vincent Pontare och Magnus Lidehäll för Veronica Maggios Handen i fickan fast jag bryr mig
- Årets textförfattare: Håkan Hellström – Det kommer aldrig va över för mig
- Årets hiphop/soul: Stor – Shere Khan XIII
- Årets hårdrock/metal: Ghost – Infestissumam
- Årets jazz: Tonbruket – Nubium Swimtrip
- Årets elektro/dans: Icona Pop
- Årets producent: Jenny Wilson
- Årets folkmusik/visa: Tomas Ledin – Höga kusten
- Årets klassiska: Karin Rehnqvist – Live
- Årets barnalbum: Oddjob – Jazzoo
- Årets dansband: Elisa's – Be mig! Se mig! Ge mig!
- Årets musikvideo: Jenny Wilson och Daniel Wirtberg för Jenny Wilsons "Autobiography"
- Årets hederspris: Sven-Bertil Taube
- Musikerförbundets pris Studioräven: Liza Öhman och Rutger Gunnarsson
- Årets innovatör (skapat av Spotify & IFPI Sverige): The Fooo

### Fotnoter
1. ↑  ”Gina Dirawi leder Grammis”. Sveriges Television. http://www.svt.se/grammis/gina-dirawi-leder-grammis-1. Läst 19 februari 2014.
2. ↑  ”Storslam för Wilson och Hellström på Grammisgalan”. Sveriges Television. http://www.svt.se/kultur/musik/storslam-for-wilson-och-hellstrom-pa-grammisgalan. Läst 19 februari 2014.
3. ↑  ”SVT1 2014-02-19”. Svensk mediedatabas. 19 februari 2014. https://smdb.kb.se/catalog/id/002987416. Läst 1 mars 2017.